# Molat
Molat is een eiland gelegen in de Adriatische Zee, behorend tot Kroatië en ligt in het noorden van de Dalmatische eilanden (Zadar archipel), ten zuidoosten van het eiland Ist, gescheiden door de Zapuntel straat (zeestraat). Het heeft een oppervlakte van 22,7 km² en met een inwonertal van 222. Het reliëf wordt gekenmerkt door twee kalkstenen heuvelruggen (het hoogste punt Knizak, 142 m), gescheiden van elkaar door de Zapuntel-Brgulje vallei (Zapuntel veld); de baai van Brgulje is het zuidoostelijk, lager gelegen gedeelte. Een kleiner, dwarsgelegen vallei (Molat veld), strekt zich uit in het zuidoostelijk gedeelte van het eiland.

## Natuur
Het eiland is bedekt met pijnboombossen en andere specifieke Mediterrane vegetatie. De vele baaien maken ideale omstandigheden voor zeilers die hier ook veel zijn.

## Geschiedenis
Koning Eduard VIII van het Verenigd Koninkrijk bezocht het eiland tijdens zijn Adriatische zeetocht in 1939. In 1151 werd het eiland eigendom van het in Zadar gelegen benedictijnse klooster St. Krsevan; vanaf 1490 viel het onder de macht van de Venetianen, die het verpachtten aan verscheidene families uit Zadar.